# Andesiana
Andesiana (лат.) — род средних по размеру молевидных бабочек, единственный в семействе Andesianidae из инфраотряда разнокрылых бабочек. Эндемики Анд. 3 вида.

## История
Первоначально были описаны в 1989 году в составе семейства древоточцев (Cossidae), их первооткрывательницей стала Patricia Gentili. Позднее выделены в самостоятельное эндемичное для Анд семейство Andesianidae Davis & Gentili, 2003 и надсемейство Andesianoidea Davis & Gentili, 2003.

## Описание
Размах крыльев до 5,4 см у самок и до 3,5 см у самцов (Davis and Gentili, 2003). Это крупнейшие представители группы Monotrysia. Фотография (недоступная ссылка). Усики имеют признаки полового диморфизма: у самцов двугребенчатые (что ранее среди всех Monotrysia было известно только у некоторых Incurvariidae), а у самок нитеобразные (filiform).

## Распространение
Аргентина и Чили. Леса из Нотофагуса (Южный бук, Nothofagus) в Андах (Davis & Gentili, 2003).

## Систематика
Положение рода и семейства неясно. По жилкованию крыльев они скорее базальные к надсемейству Nepticuloidea, а по другим признакам Andesianidae ближе к Palaephatoidea.
- Andesiana lamellata Gentili, 1989
- Andesiana brunnea Gentili, 1989
- Andesiana similis Gentili, 1989